# جنرال الکتریک تی۵۸
جنرال الکتریک تی۵۸ (به انگلیسی: General Electric T58) یک موتور هواگرد ساختِ کارخانهٔ جی‌ئی اوییشن در کشور ایالات متحده آمریکا است.